# Erichsens Gård

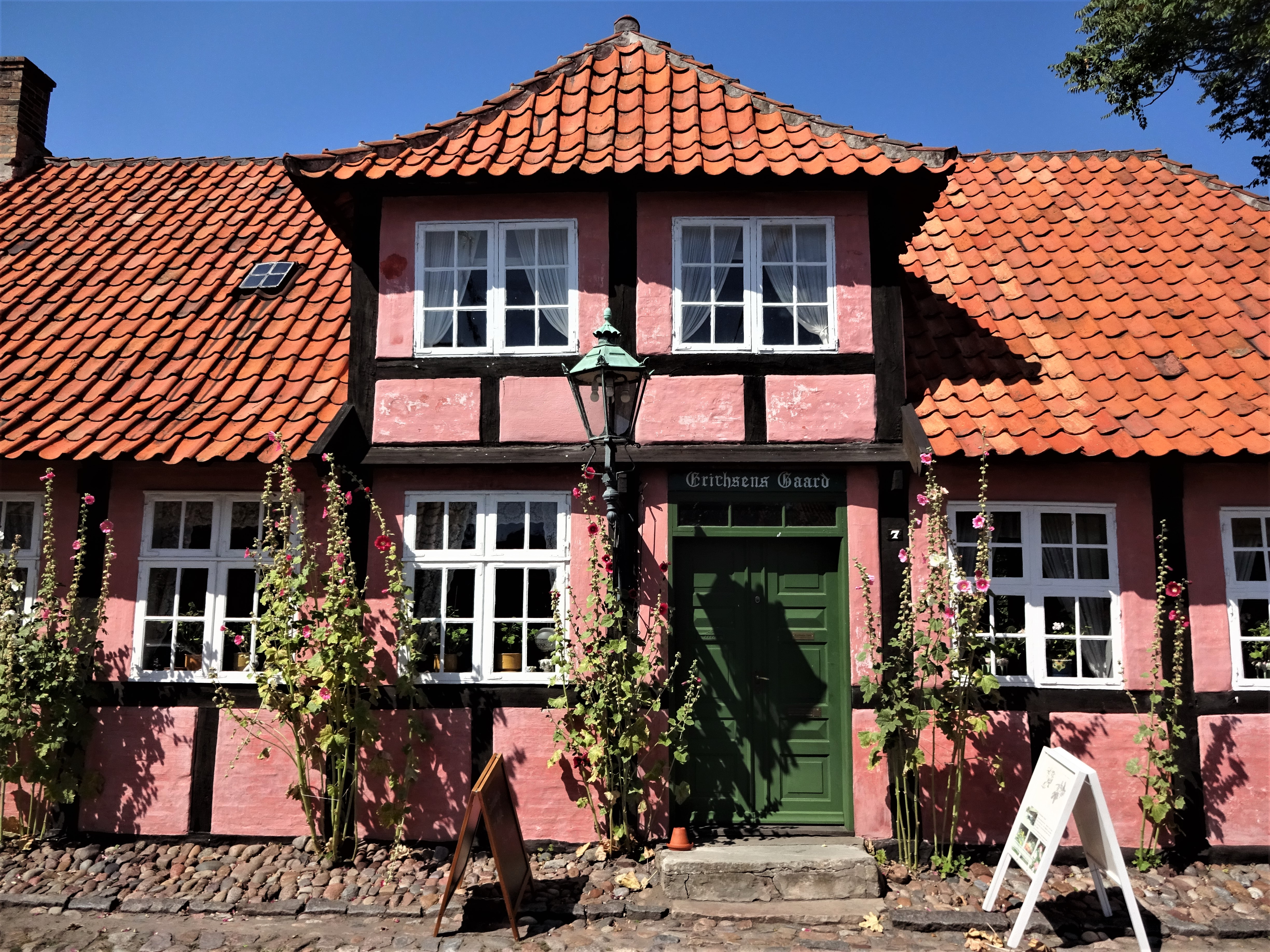
Eingang Erichsens Gard

Erichsens Gård in Rønne auf der dänischen Insel Bornholm war ein Stadthaus, das heute als Nebenstandort von Bornholms Museum genutzt wird. In ihm ist die bürgerliche Wohnkultur Bornholms im 19. Jahrhundert dokumentiert. Es besteht aus dem Haupthaus, einem Nebengebäude und einem Garten. Das Ensemble liegt in der Laksegade 7.

## Geschichte des Hauses
Das Grundstück, auf dem Erichsens Gård steht, gehörte im 18. Jahrhundert zu einer Fläche, auf der die nie vollendete Stadtbefestigung errichtet werden sollte. Erbaut wurde das Haus 1806 vom Bürgerhauptmann, Geldverleiher und Immobilienhändler Herman Bohn Rasch mit acht Gefachen (durch Fachwerk unterteilt) nebst einem Keller unter drei Gefachen. Es wurde teilweise als Wohnhaus zum anderen Teil als Tabakfabrik genutzt. Bereits im Folgejahr wurde es von einem Konsortium kurzzeitig übernommen und nach dem Ausscheiden einiger Teilhaber im Jahr 1812 an den Bataillonschirurg Johan Clement Curdts weiterverkauft, bis es 1822 in den Eigentum des Majors und Landvermessers Henning Pedersen überging. Ca. 1830 wurde eine, bis dahin auf Bornholm unübliche, Dachgaube ergänzt. 1838 kam das Haus bei der Auflösung seines Nachlasses durch eine Auktion an Thomas Erichsen, dessen Familie es in den nächsten 112 Jahren besaß. Thomas Erichsen (1806 bis 1886), der den Titel Kanzleirat trug und als Rechtsanwalt und Militärrichter tätig war, ließ wegen seiner wachsenden Familie 1840 zwei weitere Gefache Richtung Westen, also Richtung Küste, anbauen und schuf so zwei weitere Zimmer. 1857 war er aus wirtschaftlichen Gründen gezwungen, einen Teil der Gartenfläche zu veräußern.
Im Jahr 1919 wurde das Haus unter Denkmalschutz gestellt. Am 15. Februar 1950 ging das Haus in das Eigentum von Bornholms Museum über, um es als Museumsstandort der Öffentlichkeit zugänglich machen zu können.

## Rundgang

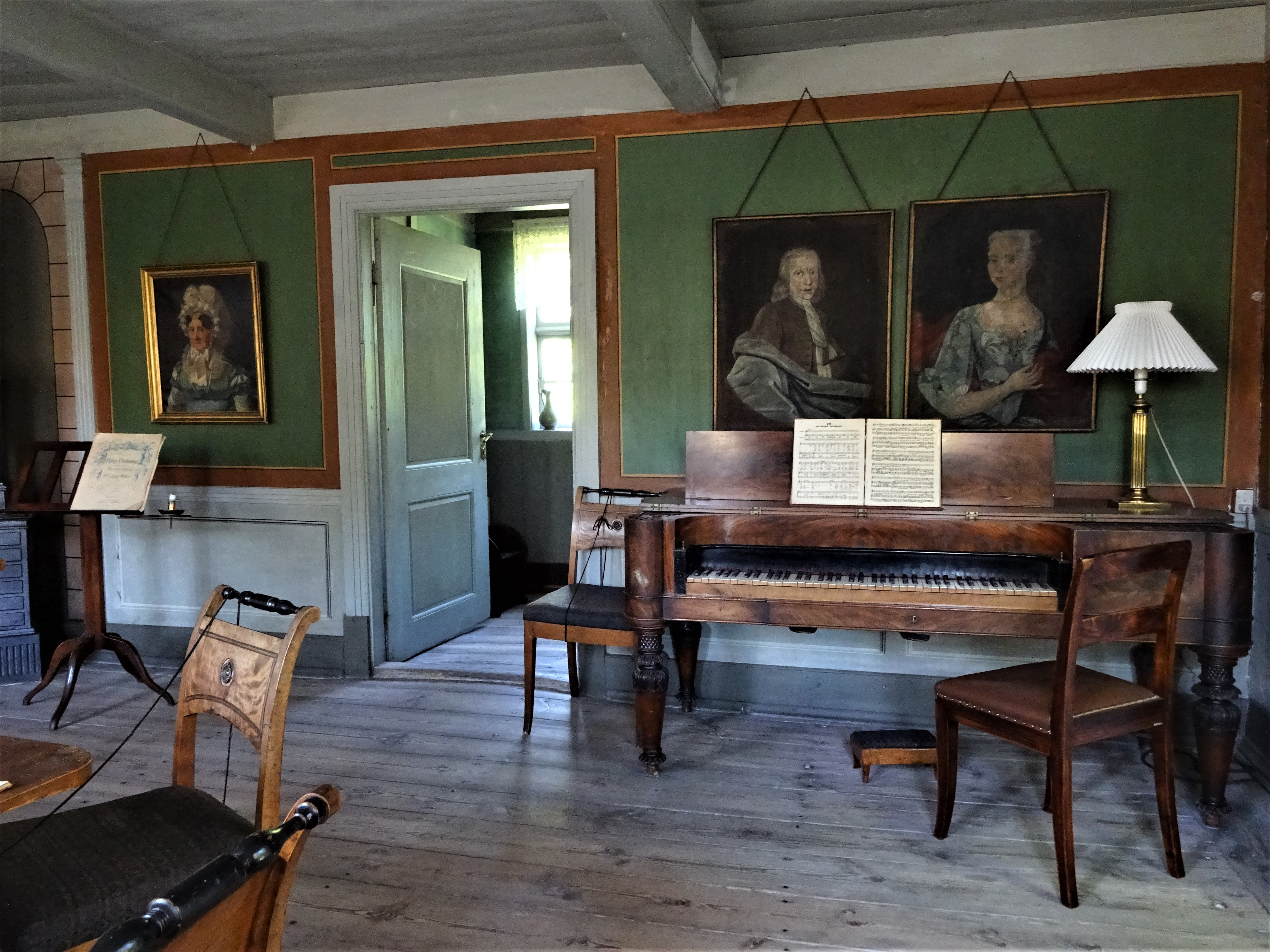
Salon von Erichsens Gard

Vom Eingangsbereich, der Forstue (Vorstube), gelang man, sich im Uhrzeigersinn links haltend, in die Daglistue (Tagesstube), die heute als Kassenbereich und Museumshop genutzt wird. Von dort aus geht ist die Spisestue (Speisestube), das Durchgangszimmer zur Inderste Stue (Innerste Stube) der westlich gelegenen Eckstube an der Straßenfront. Von dort gelangt man in eine Kammer des hinteren Hausbereichs, die direkt mit der rechts gelegenen Køkken (Küche) verbunden ist. Vom dahinter liegenden kleine Gang geht es nach rechts zurück in die Spisestue, geradeaus in die Speisekammer oder nach links über eine Treppe aus dem Haus heraus in den Garten zum Nebengebäude. Über die östliche Hausseite gelangt man nach der Besichtigung des Gartens und des Nebengebäudes wieder in das Haupthaus hinein, zunächst in den repräsentativsten Raum den Salen (Salon), an den eine Schlafkammer mit Blickrichtung Garten anschließt und von der aus man auch wieder in die Forstue gelang, an die sich eine weitere Schlafkammer anschließt. Das Museum ist noch original möbliert.